# Parc Victoria (Charlottetown)
Le parc Victoria est un parc riverain de la ville canadienne de Charlottetown, Île-du-Prince-Édouard.

## Histoire
La propriété contenant le parc Victoria fut fondé en 1789 par le gouverneur Edmund Fanning comme un terrain de 100 acres (40 hectares) pour l'usage de l'administrateur colonial de l'Île St Jean (renommée Île-du-Prince-Édouard en 1799).  Cette propriété située immédiatement à l'ouest des "500 lots" originaux de Charlottetown était environ huit fois plus grands que les 36 terrains de 12 acres (4.9 hectares) créés dans la partie nord-est de Queens Royalty.  Il était envisagé que la propriété serait utilisée comme champs agricoles pour le gouverneur et un site pour la résidence officielle.
Avant la guerre anglo-américaine de 1812, la Prince Edward Battery avait une fortification le long la rive de la propriété qui faisait face à la voie maritime du port de Charlottetown. Cette garnison était composée des réguliers de l'armée britannique, ainsi par la milice coloniale jusqu'au milieu du XIXe siècle.
En 1809, un acte de l'Assemblée législative de l'Île-du-Prince-Édouard fut passé pour établir une ligne au sud de la ville pour les arpenteurs de la colonie.  En 1820, trois commissaires rapportèrent au gouverneur Charles Douglass Smith, leurs calculs de la déclinaison magnétique terrestre et placèrent des balises de roche dans le champ immédiatement au nord de la Prince Edward Battery.  En 1846, d'autres balises furent placées à angles droits de la ligne au sud (par un autre acte de l'Assemblée législative).  Ces roches d'arpentage sont toujours dans le parc.
La propriété de 100 acres (40 hectares) connu sur le nom de Governor's Bank (comme une banque de terrain) fut surnommé "Fanning's Bank" et finalement fut raccourci à Fanning Bank. En 1826, une maison et une grange furent construites et en 1832, des soumissions furent demandées pour construire Government House pour la résidence de l'administrateur colonial et celle-ci fut terminée pour décembre 1834.
La pression de l'opinion publique pour l'accès à la propriété de 100 acres (40 hectares) a débuté en 1869, le gouvernement colonial de ce temps a déclaré que 30 acres (12 hectares) du terrain étaient suffisant pour Government House et que le restant devrait être obtenu pour le public comme une place de plaisance pour s'éloigner de la chaleur, la saleté et la poussière de la ville.
Le 24 juin 1873, seulement 16 jours avant que la colonie devienne une province du Canada, le gouverneur William Cleaver Francis Robinson conférât la responsabilité des 40 acres (16 hectares) de la ferme de Government House, aussi connue comme la ferme Fanning Bank, à la ville de Charlottetown en déclarant "to and for the use of all her Majesty's subjects as a park, promenade and pleasure ground. On no condition may it be used for circuses, shows or exhibitions of any kind..." ("aux et pour l'usage de tous les sujets de sa Majesté comme un parc, un promenoir et terrain d'amusement. Pour aucune raison, il ne devrait être utilisé pour les cirques, les spectacles et les expositions...")
Peu après cette déclaration, le nom de Victoria Park fut attribué en honneur de sa majesté reine Victoria.
Les forces militaires britanniques quittèrent le Canada en 1905 et cette année, La propriété de 16 acres (6.5 hectares) contenant la Prince Edward Battery et un champ adjacent au Government House furent donnés à la ville de Charlottetown et rajouté au parc Victoria.
Après le transfert de propriétaire en 1873, la ville de Charlottetown a commencé avec des améliorations au parc Victoria, en plantant des arbres, en enlevant des souches, en construisant des bains publics et en dévastant Dead Man's Pond.  En 1896, un chemin est bâti suivant le rivage devant Government House du Government Pond au Prince Edward Battery ; ceci fut fait après une bataille légale entre le Lieutenant-Gouverneur et la ville.  Le chemin, maintenant la partie est du Park Roadway, fut ouvert en 1897 pour le Jubilé de diamant de la reine Victoria.  En 1903, la partie ouest du Park Roadway fut construit de Prince Edward Battery suivant la rive jusqu'au chemin Brighton.  Le Park Roadway fut pavé en gravelle en 1925.

## Pressions de développement
Le parc a éprouvé de formidables pressions de développement durant le XXe siècle :
- En 1934, la portion nord de la propriété voisine de Government House (le long de la frontière est du parc) fut cédée pour l'Hôpital de l'Île-du-Prince-Édouard.

- Une "villa de gardien" fut bâtie au début du XXe siècle comme résidence du gardien du parc, généralement un vétéran militaire.

- Le 20 septembre 1947, un champ de baseball et une piste de course nommée "Memorial Field" fut dédiée en honneur des athlètes de l'Île-du-Prince-Édouard qui se sacrifièrent dans la Première Guerre mondiale et la Seconde Guerre mondiale.

- Un chemin de service, nommé le Park Driveway, fut construit pour atteindre le champ de baseball du chemin Brighton et continuant au sud jusqu'au Prince Edward Battery, divisant le parc en deux.

- En 1955, un glacier fut construit et exploité par une entreprise bénévole, le Club Kiwanis.

- Des surfaces de jeu au tennis et une place de rencontre furent construites près du Park Driveway à l'ouest de la Prince Edward Battery.

- Une piscine publique fut construite dans les années 1950 dans le coin nord-ouest du parc.

- Deux champs de balle-molle furent aménagés à l'est du Park Driveway à l'opposé du Memorial Field durant les années 1970 ou 1980.

- Un terrain de jeux fut construit dans les années 1970, près de la piscine.

- Une aire de planche à roulettes fut bâtie entre Memorial Field et la piscine/terrain de jeux au début des années 2000.

- Des surfaces de jeu au tennis additionnelles furent ajoutés en 2008 en préparation pour l'Île-du-Prince-Édouard d'être l'hôte des Jeux du Canada d'été de 2009.  Memorial Field fut amélioré au même moment.

- Les feux d'artifice de la Fête du Canada et autres célébrations publiques étaient tenues dans le parc près du Fort Edward jusqu'à ce qu'ils furent déménagées au Confederation Landing Park au milieu des années 1990. Les feux d'artifice du jour du Canada revinrent au parc Victoria en 2011.

- Un carnaval hivernal commercial pour enfants avaient lieu dans le parc au début des années 2000, mais fut déménagé. Cela arrivât, car c'était en violation de la charte originale du parc.